# DRK Kliniken Berlin Köpenick

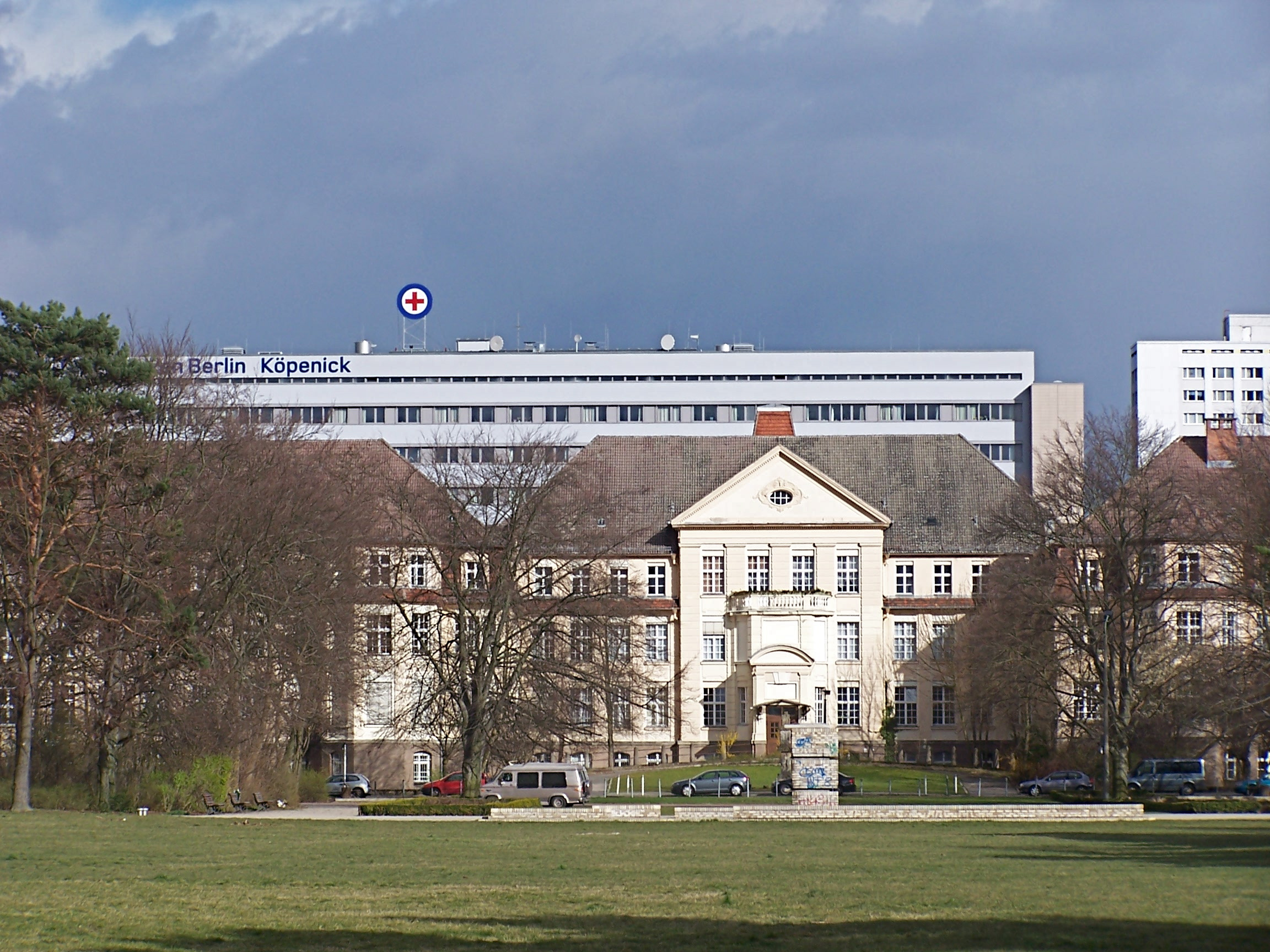
Im Vordergrund das ursprüngliche Haupthaus von 1914, dahinter das sanierte erste Bettenhaus mit dem Schriftzug und ein Neubau aus dem Jahr 2010

Die DRK-Kliniken Berlin-Köpenick (Eigenschreibweise: DRK Kliniken Berlin Köpenick) sind ein im Jahr 1914 eröffnetes Klinikum, das zur Gesundheitsbetreuung der Einwohner im damaligen Landkreis Teltow errichtet worden war. Durch den Zusammenschluss von Umlandgemeinden und Berlin zur Gemeinde Groß-Berlin im Jahr 1920 gelangte das Kreiskrankenhaus in den neu gebildeten Verwaltungsbezirk Berlin-Köpenick. Nach mehrfachen Um- und Erweiterungsbauten, medizinischen und verwaltungstechnischen Neuzuordnungen gehört es seit 1992 zum Verbund der DRK Kliniken Berlin in der Trägerschaft der DRK-Schwesternschaft Berlin. Die Klinik im Berliner Ortsteil Köpenick, Salvador-Allende-Straße 2–8 (Haupteingang Müggelschlößchenweg), dient sowohl der medizinischen Regelversorgung als auch als Notfalleinrichtung. Sie ist außerdem Akademisches Lehrkrankenhaus der Berliner Charité.
Die ursprünglichen Gebäude aus dem Jahr 1914 stehen unter Denkmalschutz.

## Geschichte

### 1912–1945: Kreiskrankenhaus
Die Stadt Cöpenick gehörte bis zum Jahr 1920 zum Landkreis Teltow und besaß zunächst kein eigenes Krankenhaus. Niedergelassene praktische Ärzte kümmerten sich um die medizinische Betreuung. So hatte der Landrat um das Jahr 1910 den Bau einer Heilanstalt am Rande der Stadt auf dem Amtsfeld nahe der Kämmereiheide beschlossen. Die Baupläne fertigte der Architekt Hugo Kinzer, der – wie damals üblich – auch den Bau leitete. Die Grundsteinlegung erfolgte im Jahr 1912, eröffnet wurde die Einrichtung am 3. Januar 1914 als 8. Krankenanstalt des Kreises Teltow durch den Landrat des Kreises, Adolf von Achenbach. Zur Verkehrsanbindung des Krankenhauses ließ die Stadt Cöpenick eine neue Straße anlegen, die „aus Anlass der Errichtung des Kreiskrankenhauses Cöpenick“ den Namen Achenbachstraße erhielt. (Im Jahr 1973 wurde sie in Salvador-Allende-Straße umbenannt.)

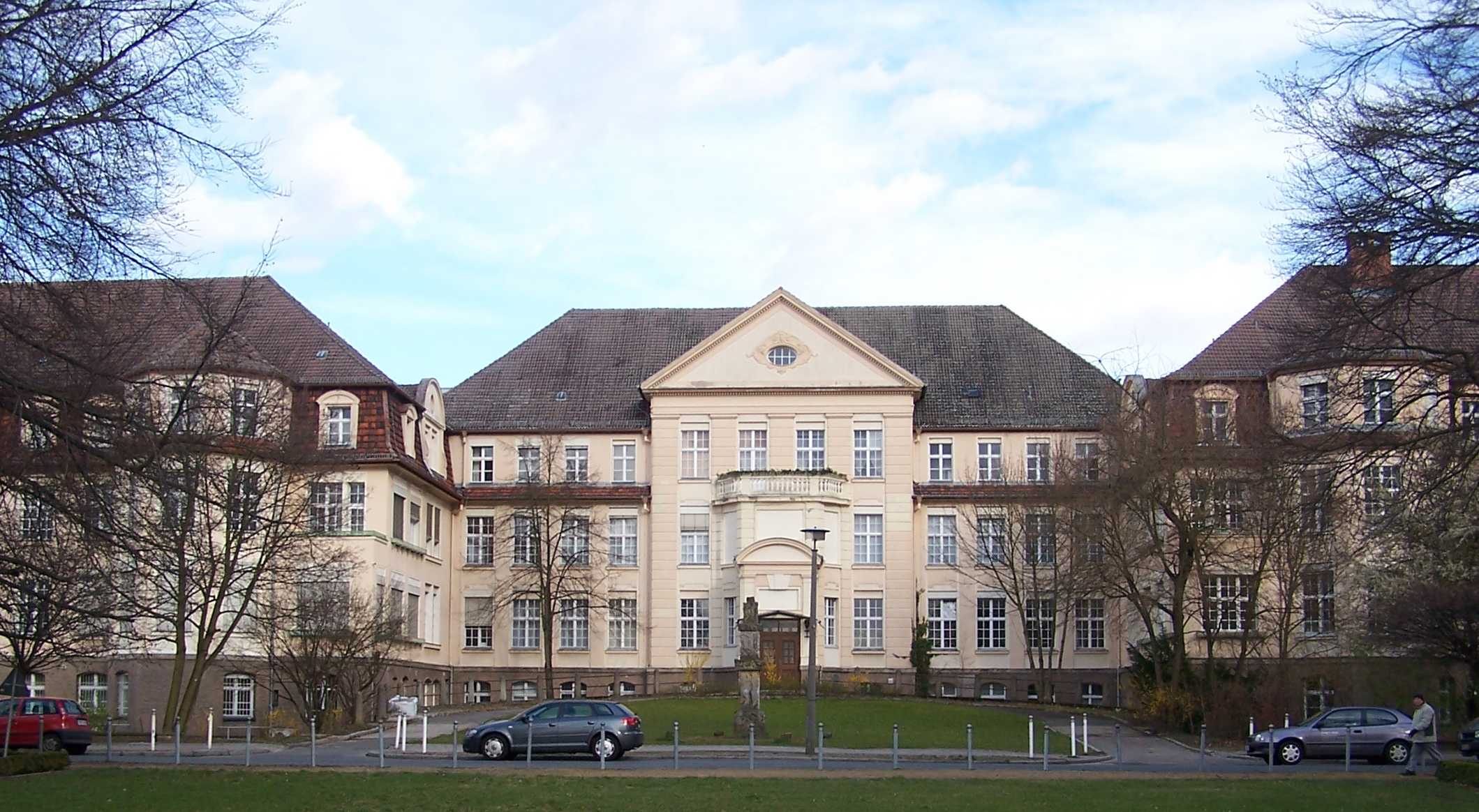
Historisches Haupthaus

Die Presseberichte von der Eröffnung lobten das Hauptgebäude als „schönstes Hospital des Deutschen Kaiserreichs“. Neben dem Verwaltungs- und Krankenhausgebäude mit Operationsräumen, einem Röntgensaal, einer Apotheke und einem Hörsaal entstanden eine Isolierstation, ein Desinfektions- und Leichenhaus, ein Wohnhaus für einige Angestellte, eine Villa für die Familie des ärztlichen Direktors sowie ein Casino für die Ärzte. Das gesamte Gelände erhielt eine gemauerte Einfriedung. Die Architektur der Gebäude, meist dreigeschossige Putzbauten mit sparsamem Fassadenschmuck, wird dem Neobarock-Stil zugerechnet. Die Struktur des Hauptgebäudes lehnt sich an ein nobles Herrenhaus an, dessen Seitenteile einen Ehrenhof begrenzen. Der Mittelteil ist in zwölf Achsen gegliedert, besitzt einen Portalvorbau, einen Mittelrisaliten und gequaderte Wandvorlagen. Die Seitenflügel sind mit vieretagigen erkerartigen Vorbauten gestaltet, die Giebelseiten zeigen Segmentbögen und alle Gebäudeteile sind mit Mansarddächern abgeschlossen. Die anderen Erstbauten auf dem etwa 8,4 Hektar großen Gelände sind im ähnlichen Stil gehalten, insgesamt jedoch schlichter ausgestattet. Die medizinischen Behandlungen begannen mit elf Ärzten und 30 Krankenschwestern, 149 Betten in großen Sälen standen zur Verfügung. Das Gelände des Hospitals lag zwischen dem Müggelschlößchenweg (im Norden) und der Müggelheimer Chaussee (im Süden), eine Nummerierung der Parzellen war bis in die 1920er Jahre noch nicht erfolgt.
Ab 1916 diente das Krankenhaus während des Ersten Weltkriegs als Lazarett, was zur Erhöhung der Bettenzahl führte.
Mindestens seit dem Jahr 1922 waren Reinhold Hinz der Ärztliche Leiter und Richard Schuppenies der Verwaltungsinspektor, die ihre Wohnungen auf dem Gelände hatten. Außerdem wohnten hier auch ein Pförtner, ein Materialverwalter und ein Maschinenmeister. Die Verkehrsanbindung des Hospitals verbesserte sich im Jahr 1925, als die erste elektrische Straßenbahn durch die Achenbachstraße fuhr.
Im Jahr 1930 waren die beiden Leitenden Angestellten weiterhin im Amt (bei Hinz gab es nun den Zusatz „Anst. Direktor“, bei Schuppenies hieß es „Verw. Amtm.“), ein Oberpfleger und ein Kraftwagenführer waren nun auch auf dem Anstaltsgelände wohnhaft. Erst 1933 erhielt das Krankenhausgelände die Hausnummern 2–8, die bisherigen Nummerierungen entlang der Straße waren damit ungültig. Als die Nationalsozialisten 1933 an die Macht kamen, wurden zunächst die jüdischen Mitarbeiter – vom Hilfspersonal über die Krankenschwestern bis hin zu Spezialärzten – entlassen. Dank des persönlichen Mutes des langjährigen ärztlichen Leiters Reinhold Hinz behandelte das Krankenhaus die Opfer der Köpenicker Blutwoche im Jahr 1933. Hinz hatte es sogar gewagt, Joseph Goebbels zu empfehlen, „die Opfer zu besichtigen“. Ab 1936 erhielt der Anstaltsleiter Unterstützung durch einen Oberarzt (E. Hildebrandt), als Verwaltungsdirektor war nun P. Richter eingesetzt. Bis zum Ende des Krieges blieb Reinhold Hinz in seinem Amt, während Ärzte (Oberarzt, Leitender Arzt, Assistenzarzt) und der Verwaltungsleiter wechselten.
Nach Ausbruch des Zweiten Weltkriegs wurde das Krankenhaus wiederum zum Lazarett. Als der Krieg im Jahr 1944 mit täglichen Luftangriffen in die deutsche Hauptstadt zurückkehrte, diente der auf dem Gelände errichtete Luftschutzbunker als Operationssaal. Einige medizinische Einrichtungen wurden in Gebäude außerhalb des Krankenhausgeländes in die Oberspreestraße ausgelagert. Bei einem alliierten Luftangriff am 21. Juli 1944 zerstörte eine Luftmine den Nordflügel und das Verwaltungsgebäude, sechs Personen kamen dabei um.

### 1945–1990: Städtisches Krankenhaus
Gleich nach Ende des Krieges musste das Krankenhaus wieder ertüchtigt werden, also in erster Linie waren die zerstörten Gebäude wieder aufzubauen, Betten, Medikamente und Behandlungsmaterial mussten beschafft sowie Ärzte und Hilfskräfte eingestellt werden. Die Teilung Berlins in die verschiedenen Besatzungssektoren führte dagegen auch zur Abwanderung von Ärzten. Trotzdem kam die Klinik, die nun amtlich Städtisches Krankenhaus Köpenick hieß, ihren medizinischen Aufgaben immer besser nach.
Die Geburtshilfe befand sich im Jahr 1952 in Gebäuden im Ortsteil Friedrichshagen, Müggelseedamm 288–292. In Schmöckwitz (Erlengrund) und Oberschöneweide (Zeppelinstraße: Chirurgische Klinik) gab es weitere Filialen.

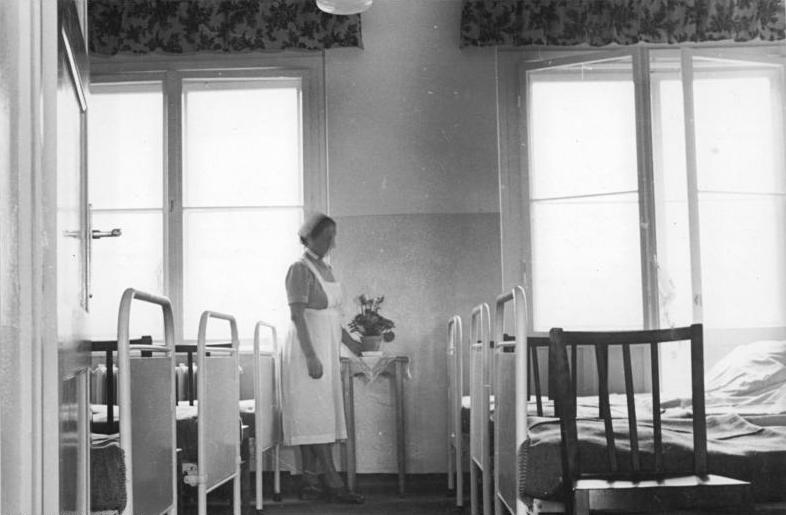
1950 übergab der Magistrat dem Städtischen Krankenhaus Köpenick 100 neue Krankenhausbetten

Bis 1950 wurde der Nordflügel des Hauptgebäudes wieder aufgebaut und verlängert, die großen Krankensäle wurden durch Einziehen von Zwischenwänden verkleinert.
Im Jahr 1956 weist das Telefonbuch die Schmöckwitzer Einrichtung als Poliklinik aus, ebenso gab es nun auf dem Krankenhausgelände in Köpenick eine Poliklinik (im Anbau des Haupthauses).
Die medizinische Ausstattung konnte schrittweise den steigenden Anforderungen angepasst werden – der Operationstrakt wurde erweitert, neue Röntgengeräte angeschafft. Auch für die Angestellten verbesserte sich das Umfeld durch die Inbetriebnahme zweier Schwesternwohnheime und eines neuen Küchentraktes.
Die 1960er Jahre brachten eine zunehmende Spezialisierung der Fachbereiche des Krankenhauses mit sich und die Übernahme verschiedener Fachambulanzen in den damaligen Köpenicker Ortsteilen Friedrichshagen, Hessenwinkel, Grünau, Hirschgarten, Rahnsdorf, Schmöckwitz und Wilhelmshagen.
Ab Jahr 1969 waren die nicht im Krankenhausgelände gelegenen medizinischen Einrichtungen nicht mehr unter Verwaltung des Köpenicker Krankenhauses. 1973 führte das Städtische Krankenhaus Köpenick als erstes in Ost-Berlin die Implantation von Herzschrittmachern durch.
Nach dem Putsch in Chile mit der Ermordung des ersten sozialistischen Präsidenten Salvador Allende erhielt das Klinikum im Jahr 1983 den Namen Dr. Salvador-Allende-Krankenhaus zu Ehren des Arztes, ebenso wie die anliegende Straße und das gesamte neue Wohnviertel in unmittelbarer Umgebung (offiziell Allende-Viertel). Die Krankenhausadresse änderte sich nunmehr in Salvador-Allende-Straße 2–8.
Im gleichen Jahr (1983) wurde ein neues Bettenhaus eröffnet, das in schmuckloser Plattenbauweise errichtet worden war. Das erste Hauptgebäude wurde damit zum Bettenhaus.
In den späten 1980er Jahren plante der Ost-Berliner Magistrat zusammen mit dem Bezirksamt Köpenick, durch einen luxuriösen Neubau auf dem Areal eine „Devisenstation“ zu schaffen. Mit der medizinischen Behandlung von reichen Ausländern wollte die Verwaltung Devisen einnehmen. Zur Ausführung dieser Pläne kam es jedoch bis zur politischen Wende nicht mehr.

### Seit 1990
Die deutsche und Berliner Wiedervereinigung führte ab Oktober 1990 zu einer völlig neuen wirtschaftlichen Situation für die Einrichtung. Das Krankenhaus, von 1924 bis zum Jahr 1992 im Eigentum der Stadt Berlin, benötigte nun entsprechend dem bundesdeutschen Krankenhausgesetz einen neuen Träger. Die Verwaltungsstruktur des Hospitals musste vollständig umgekrempelt und ein eigenes Rechnungswesen eingeführt werden. Die vorherigen Zuordnungen von Einrichtungen in anderen Ortsteilen wurden aufgegeben. In dieser Lage war es der Leitung gelungen, mit dem Senat von Berlin eine Einzelförderung in Höhe von 14 Millionen Mark zu vereinbaren, die für den Bau eines Erweiterungsgebäudes dringend benötigt wurde. Schließlich fand sich mit der gemeinnützigen DRK-Schwesternschaft Berlin ein neuer Betreiber. Einige Grundsätze der Schwesternschaft wurden übernommen, wie der, dass die Pflegedienstleiter den Chefärzten gleichgestellt sind. Der vereinbarte Neubau dauerte noch bis zum Jahr 2010, er hebt sich durch seine weiße Fassade und seine sieben Etagen von den übrigen grau- bzw. ziegelfarbenen Gebäuden ab.
Das frühere Haupthaus ist teilweise zu einem Ärztehaus umfunktioniert worden. Darüber hinaus entstand ein ambulantes Operationszentrum der Allgemein-, Gefäß- und Unfallchirurgie und im Jahr 2014 eine geriatrische Klinik. Ein Magnetresonanztomograph (MRT) wurde 2012 angeschafft. Neben einer Wahlleistungsstation (Komfortstation) werden Appartements in einem KreißsaalHotel angeboten, die von Familienmitgliedern aus Anlass einer Geburt belegt werden können. Für die Folgejahre ist unter anderem die Eröffnung einer Palliativstation vorgesehen. Das Hospiz wurde 2017 eröffnet. Es bietet 16 Einzelzimmer für Sterbenskranke.

## Einrichtungen
Auf dem Gelände des Krankenhauses gibt es folgende Einrichtungen:
- Klinik für innere Medizin
- Klinik für Allgemein-, Viszeral- und minimalinvasive Chirurgie
- Klinik für Unfallchirurgie und Orthopädie
- Klinik für Gefäßmedizin
- Klinik für Gynäkologie und Brustzentrum
- Klinik für Geburtshilfe
- Klinik für Neurologie
- Klinik für Anästhesie, Schmerztherapie, Intensiv- und Notfallmedizin
- Institut für diagnostische und interventionelle Radiologie

Im benachbarten Ärztehaus in der Erwin-Bock-Straße befindet sich ein Nierenzentrum mit Dialysebetrieb, das mit den DRK-Kliniken kooperiert.

## Daten kompakt
| Jahr | Anzahl Betten | Ärzte | Pflegepersonal | Gesamtmitarbeiter | Behandlungen (a) stationär (b) ambulant | Bemerkungen                                                                                                |
| ---- | ------------- | ----- | -------------- | ----------------- | --------------------------------------- | --- |
| 1914 | 149           | 011   | 30 Schwestern  | 81                |                                         | |
| 1916 | 275           |       |                |                   |                                         | Lazarett                                                                                                   |
| 1971 | 560           |       |                |                   |                                         | |
| 1978 | 620           |       |                |                   | (a) 1.300 (b) 9.000                     | |
| 1983 | 686           |       |                |                   |                                         | neues Bettenhaus fertig gestellt; Umbenennung in Dr. Salvador-Allende-Krankenhaus                          |
| 2004 | 543           | 147   | 358            |                   | (a) 18.271 (b) 29.014                   | 2002: neuer Träger, neuer Name: DRK-Kliniken Berlin Köpenick                                               |
| 2014 | 510           |       |                |                   | (a) 17.000 (b) 48.000                   | |
| 2018 | 525           | 202   | 374            |                   | (a) 22.843 (b) 43.961                   | |
| 2020 | 545           | 208   | 373            |                   | (a) 21.050 (b) 81.720                   | |
| 2022 | 525           | 202   | 372            | 943               | (a) 22.843 (b) 43.961                   | Bei den Betten gibt es folgende Unterscheidungen: dav. 26 Intensiv~ und 30 Intermediate Überwachungsbetten |

Quellen bis 2014: Website der DRK-Kliniken Köpenick mit der Chronik und weiteren Angaben auf Unterseiten

## Verkehrsanbindung
Die Buslinien X69 und 269 verbinden den S-Bahnhof Köpenick mit dem Haupteingang des Krankenhauses. An der Südseite des Krankenhausgeländes befindet sich die Endhaltestelle der Straßenbahnlinien 27 und 67.